# Тель-Ханан

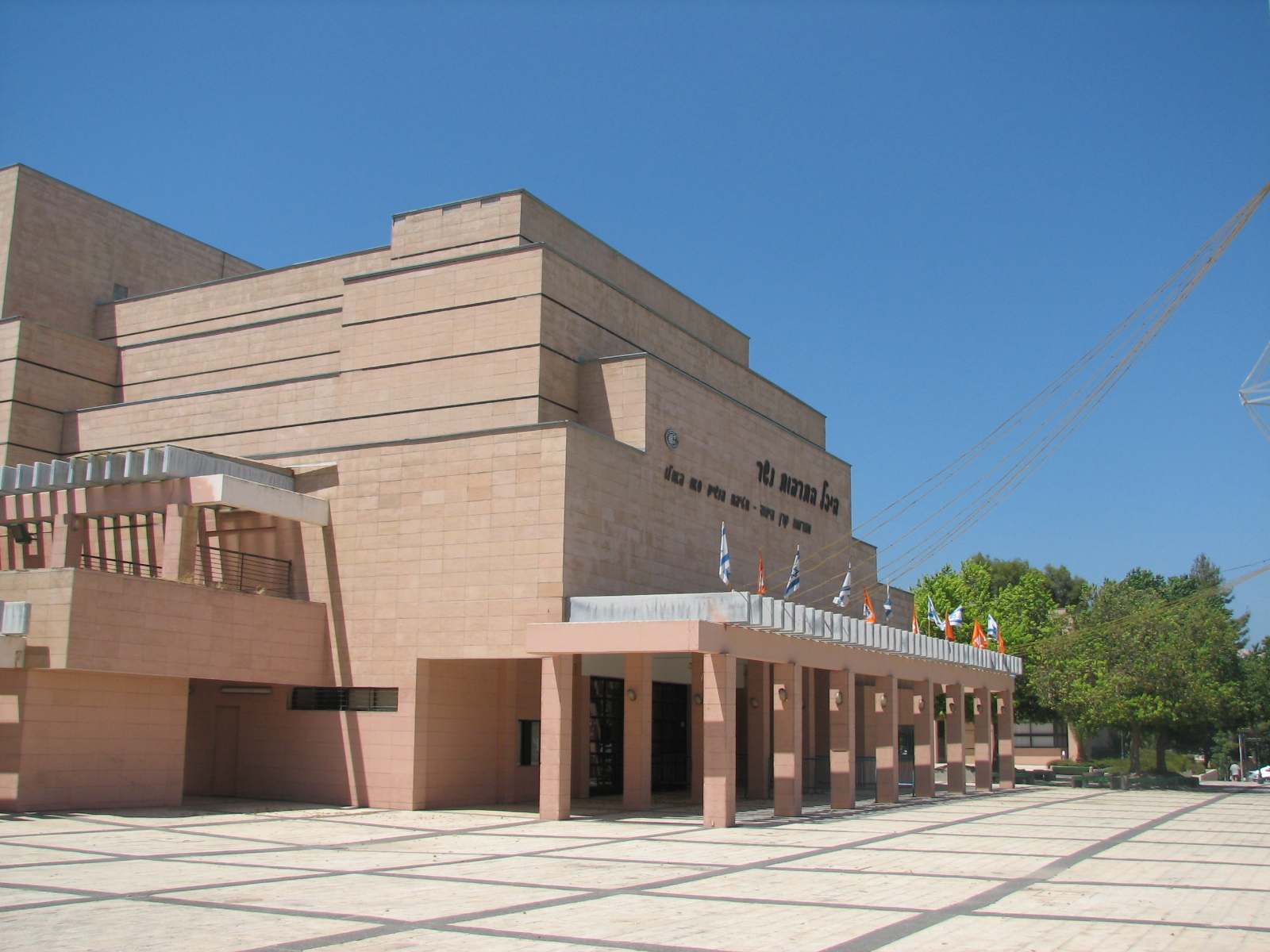
Зал культуры Нешер, микрорайон Тель-Ханан

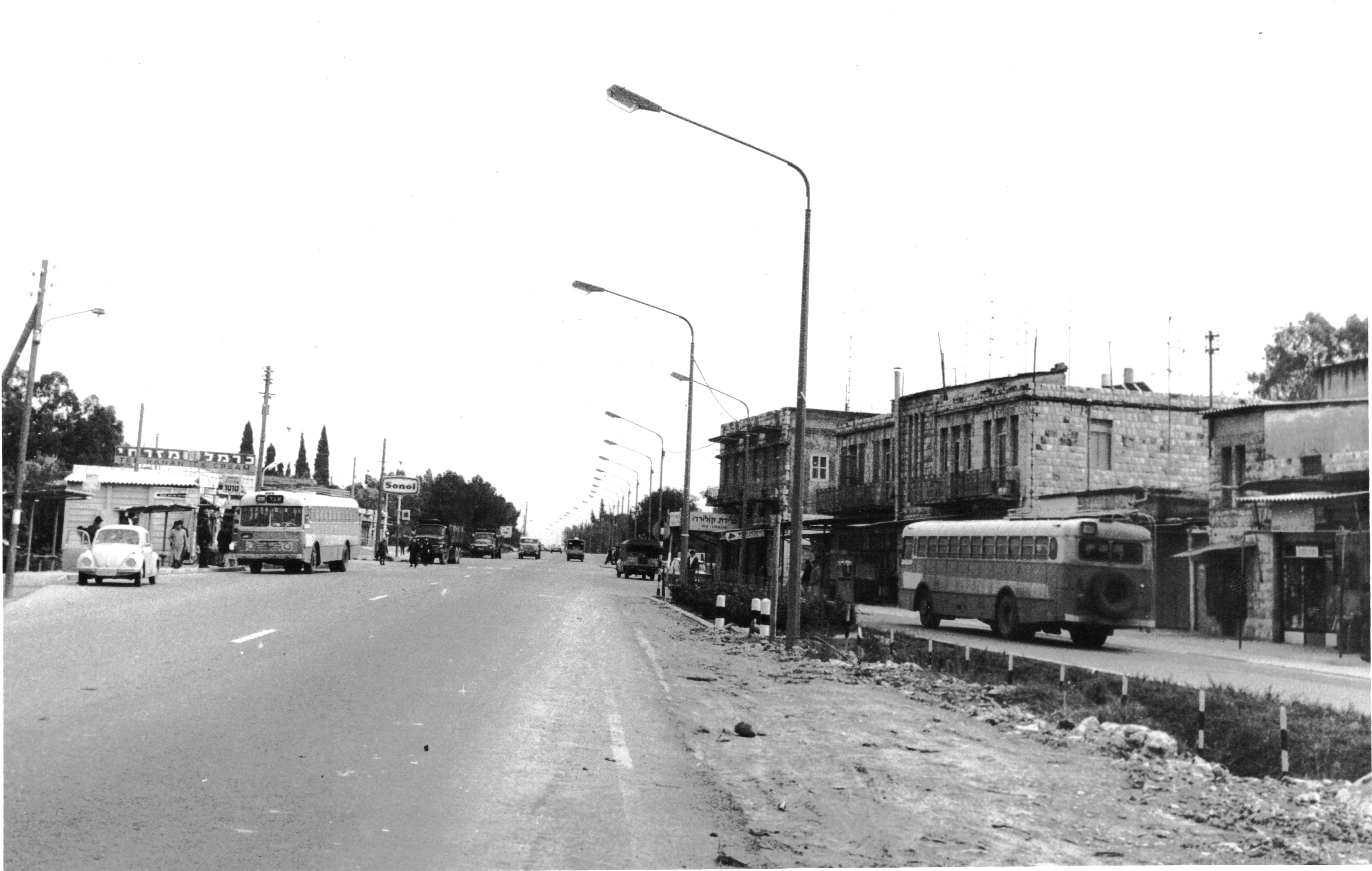
Центр района Тель-Ханан в 1971 году, сегодня улица Дерех ха-Шалом.

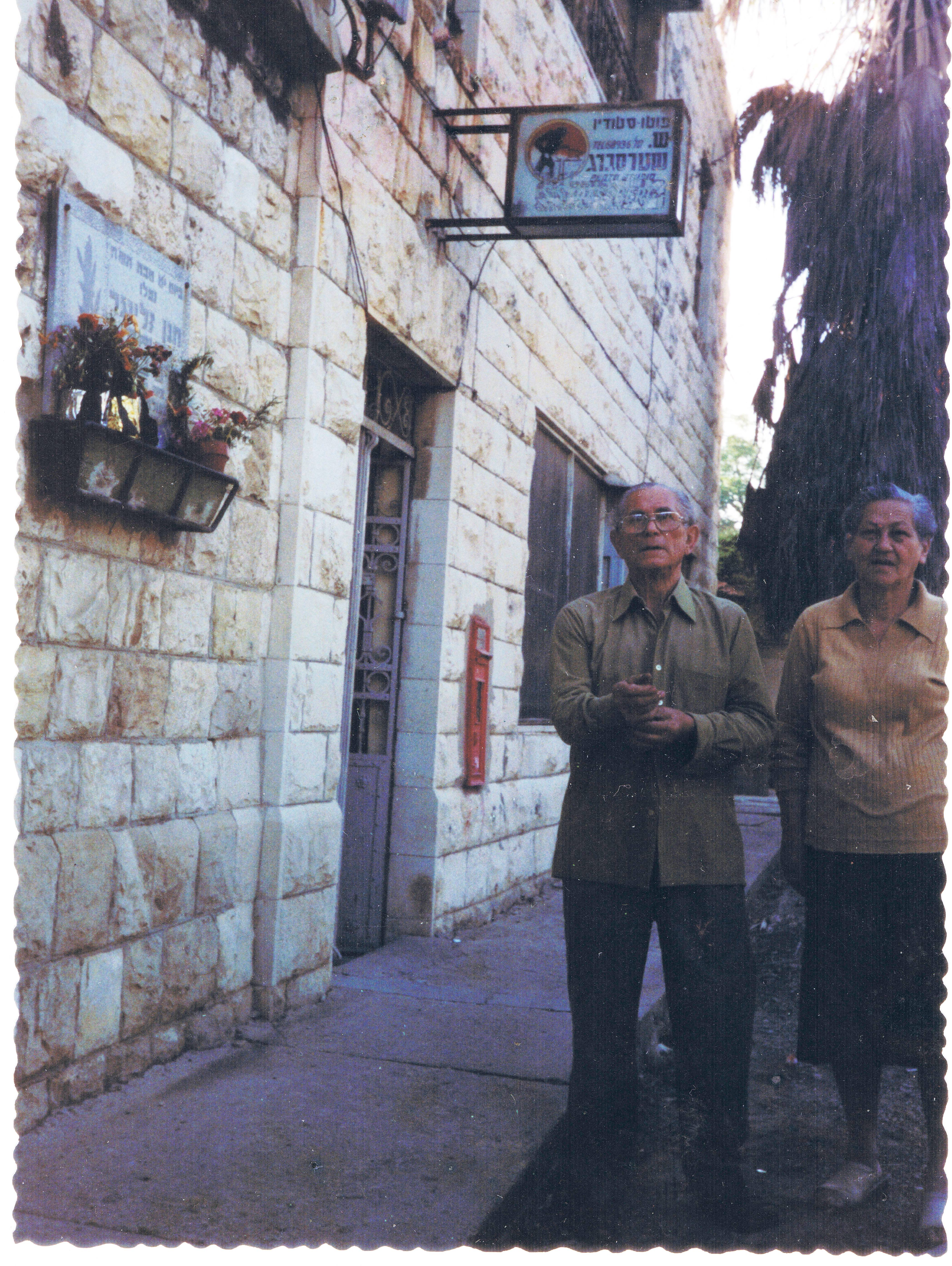
Фотограф городского совета Нешера Шалом Страсберг и его жена Эстер у входа в свою студию в центре Тель-Ханана в конце 1980-х годов. Страсберг годами документировал развитие поселения. На стене слева находится мемориальная доска в память о Ханане Зелингере, Хаиме Бен Доре и Амосе Галили.

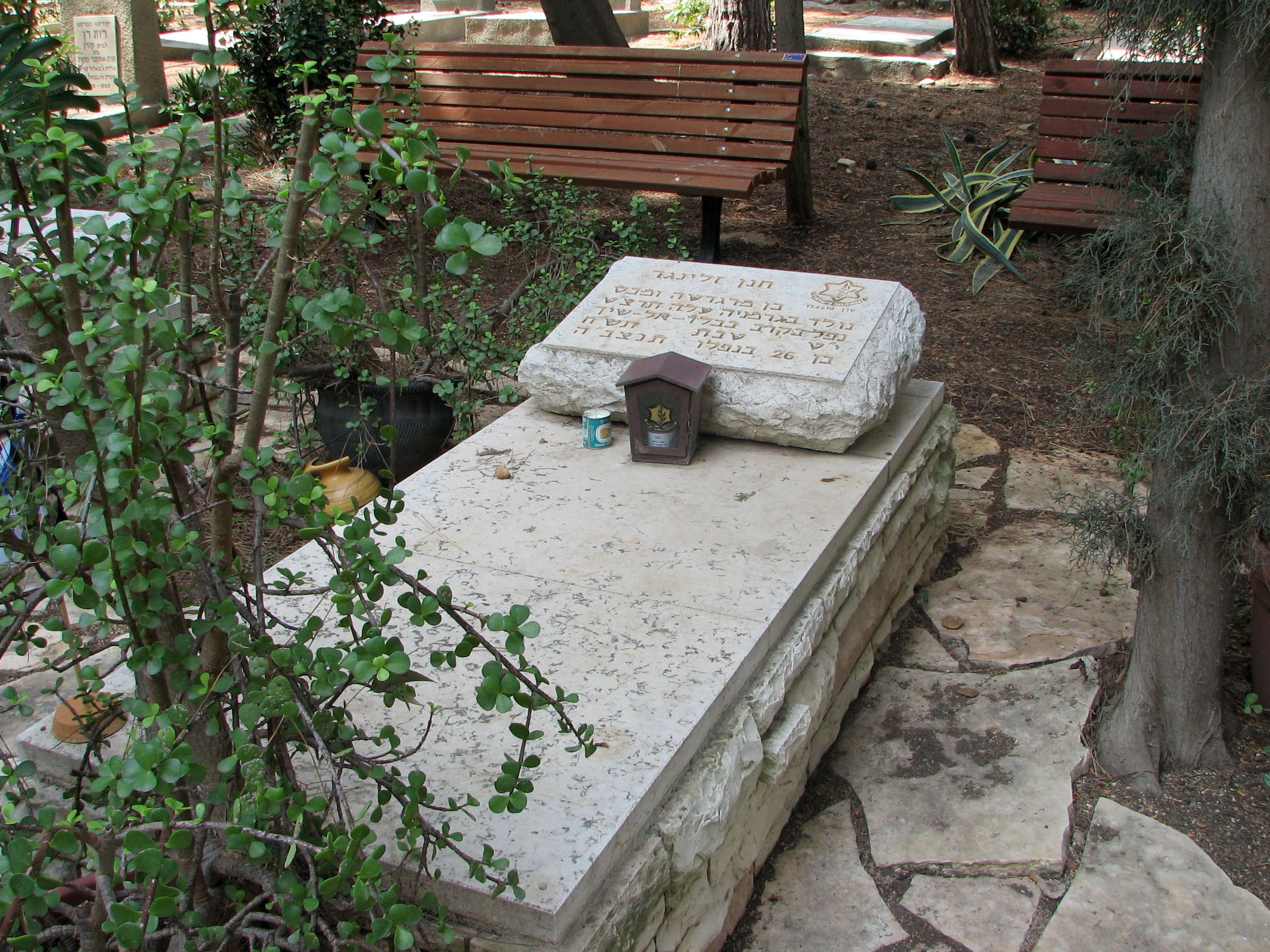
Могила Ханана Зелингера, в честь которого назван район, расположена на военном кладбище кибуца Ягур

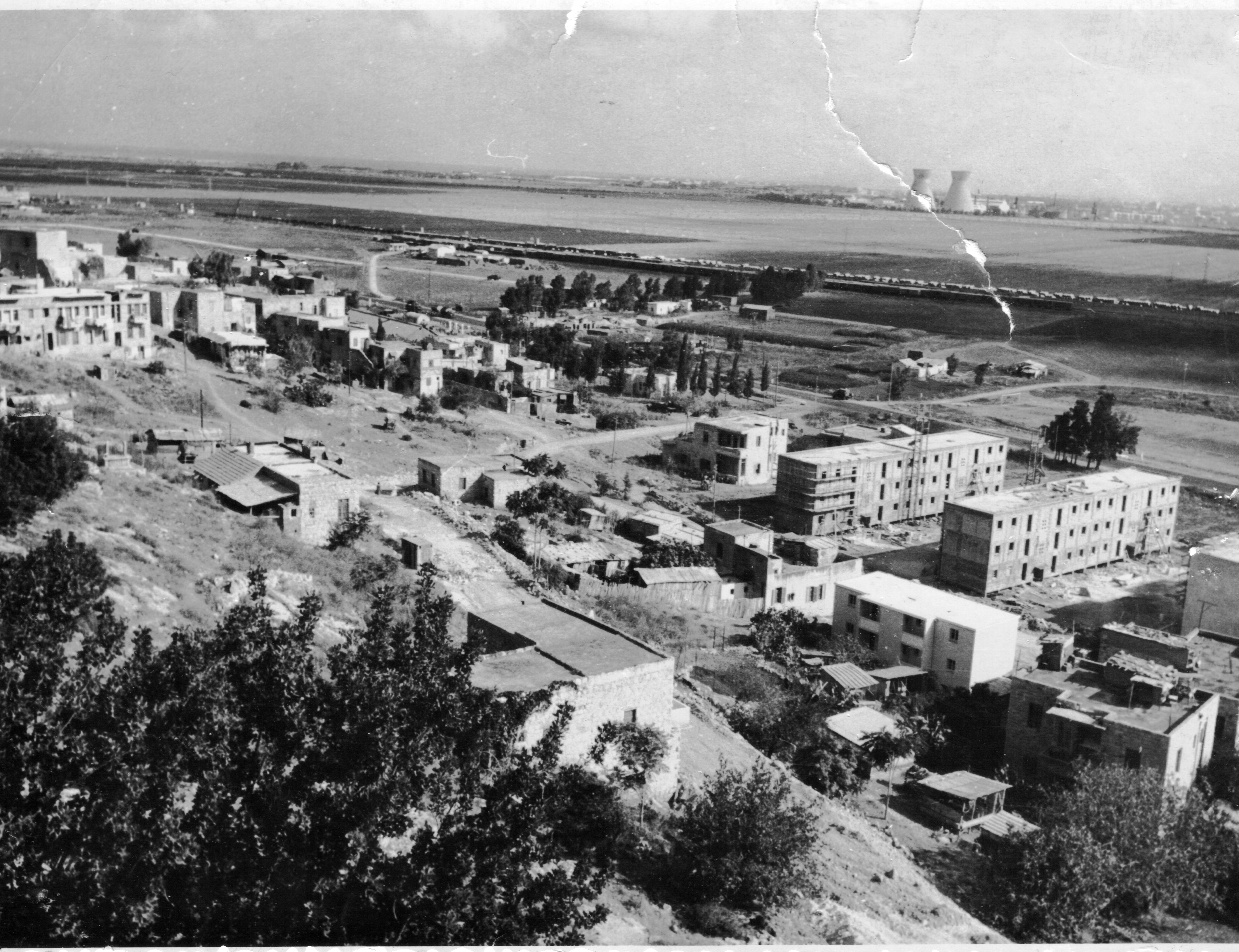
Мощение улицы Авраама Переца в Тель-Ханане, 1950-е годы. В двух третях высоты левой стороны изображения находится мусульманское кладбище Балад-эш-Шейх.

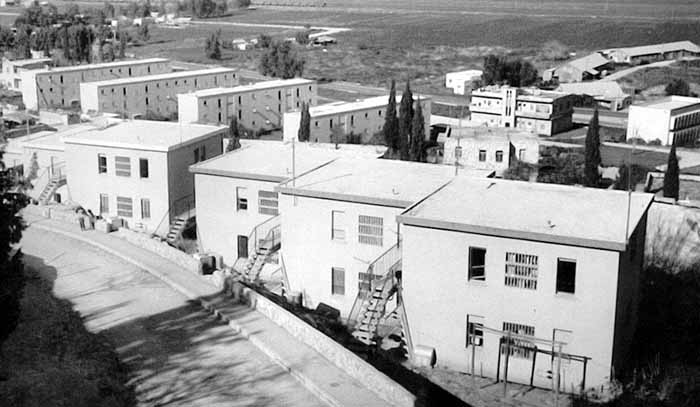
Вид на Тель-Ханан с улицы Авраама Переца. Дом справа от трёх кипарисов — это «Бейт Ха-Поэль», здание, сохранившееся со времён деревни Балад а-Шейх. Фотография 1959/1960 годов.

Тель-Ханан (ивр. תל חנן‎) — микрорайон (ивр. שכונה‎) в городе Нешер, расположен на месте бывшей арабской деревни Балад аль-Шейх . Микрорайон расположен между ручьём Нешер на востоке и ручьем Бен-Дор на западе, отделящем его от микрорайона Бен-Дор(бывшая арабская деревня Хаваса). Недалеко расположена дорожная развязка Чек-пост.

## Этимология
Район назван в честь командира роты 21-го батальона бригады «Кармели» Ханана Зелингера, погибшего 1 января 1948 года в ходе операции Хаганы в арабских деревнях Балад а-Шейх и Хавасса, где проживали многие из участников бойни на нефтеперерабатывающем заводе.

## История

### Древняя история
В 1998 году во время строительства дороги на улице Ха-эшколот были обнаружены древние останки. Израильское управление древностей провело на этом месте разведочные раскопки. Было обнаружено: остатки построек железного века I (1200—1000 гг. до н. э.), а также персидского и эллинистического периодов. Также были обнаружены остатки построек, связанных с железной дорогой периода Османской империи. Были обнаружены фрагменты керамики периода неолита (культура Вади-Раба), позднего бронзового и железного века I, а также персидского периода, две серебряные тетрадрахмы, оттиски печатей и бронзовое кольцо элинистического периода времен Деметрия II.

### Арабская деревня Балад-аль-Шейх
В период Османской Палестины, арабское поселение с древней историей было названо в честь шейха Абдаллы ас-Сахли, суфия, которому султан Селим II (1566—1574) пожаловал налоги, собираемые с деревни. В деревне был макам («святилище»), посвящённый ему.
В 1904 году  Изреельская железная дорога была построена в 500 метрах от деревни. Железнодорожная станция Балад аль-Шейх (тур. Şumariye, после 1948 года Тель-Ханан) была построена  как вторая станция на первоначальной линии. 
Во время Британского мандата в деревне проживало 406 человек: 405 мусульман и 1 христианин-мелькит. 
В 1929 году, во время Беспорядков в подмандатной Палестине, жители деревни напали на местный цементный завод.
Во время арабского восстания в Палестине в 1936—1939 годах в районе деревни происходили нападения на еврейские пассажирские автобусы.
Во время  Арабо-израильской войны (1947—1949), начавшейся после принятия Генеральной Ассамблеи ООН 29 ноября 1947 года резолюции с рекомендациями принять План раздела Палестины, вблизи деревни возобновились нападения на автобусы. 
31 декабря 1947 года, после  бойни на Хайфском нефтеперегонном заводе, бойцы Пальмаха напали на деревню, в которой проживали участники бойни, в результате чего погибли мирные жители и были разрушены десятки домов. 
В ходе этой операции погиб боец Ханан Зелингер , микрорайон Тель-Ханан (ныне часть города Нешер) был назван в его честь.
21 апреля 1948 года «Хагана» захватила арабские кварталы Хайфы, в результате чего бежали не только арабы Хайфы, но и Балад-эш-Шейха . 24 апреля, накануне Седера 1948 года, оставшиеся жители Балад-эш-Шейха, не сдавшие оружие Хагане, были обстреляны из  миномётов и пулемётов. Прибывшее в деревню британское подкрепление эвакуировало арабских жителей. Бойцы бригады Кармели противостояли солдатам Иорданского легиона, который через несколько дней также покинул деревни. Жители арабских деревень, около 5000 человек, бежали в Хайфу и Ливан.

### Тель-Ханан
После Войны за независимость, в образованном государстве Израиль, по Закону об имуществе отсутствующих, дома и земли арабских деревень были переданы в собственность государства, в ведение «Управления по развитию». Поселения не получили никакого официального статуса и управлялись Департаментом абсорбции Сохнута. Их жители просили присоединиться к городу Хайфа в качестве района, но Министерство внутренних дел воспротивилось этому. 
В августе 1949 года в поселении проживало 600 жителей. Еврейское агентство организовало в поселении муниципальные выборы. Первые жители района были выходцами из стран Восточной Европы, а в 1950-х и 1960-х годах к ним присоединились репатрианты из стран Северной Африки, в основном из Марокко. Близость к Хайфе и рабочим местам в этом районе, таким как порт Хайфы, нефтеперерабатывающие заводы, фабрика Нешер, Great Mills of Eretz Israel Ltd («Тахано́т ха-гдоло́т», «Великие мельницы»)  и другие, были фактором привлечения новых жителей. Некоторые жители находили средства к существованию на общественных работах и в мелкой торговле. В первые годы существования района на участке между нынешними улицами Барак, Двора и Дерех ха-Шалом был временный лагерь репатриантов. После его расселения на территории были построены жилые комплексы.
В первые годы все дороги микрорайона были грунтовыми, в некоторых домах не было водопровода. Зимние дожди 1950 года затопили многие дома в окрестностях горы Кармель. Из-за проблем с антисанитарией Совет Нешера при поддержке Хайфской федерации инвестировал 130 000 лир в строительство центральной канализационной системы и дренажные работы в Бен Доре и Тель-Ханане. По завершении строительства в декабре 1954 года в кинотеатре" Голос" (ивр. קול‎ «Коль») в Тель-Ханане состоялось массовое празднование.
22 июля 1952 года состоялись выборы в отдельных поселениях Тель-Ханан, Нешер, Гиват-Нешер и Хаваса, после чего четыре микрорайона были объединены под властью Местного совета Нешера, а бывшее поселение Тель-Ханан стало микрорайоном.
В середине 1950-х годов в микрорайоне началось строительство новых жилых комплексов, первоначально рядом с главной дорогой и со зданием городского совета. Главные улицы были заасфальтированы. Одной из первых новых улиц стала улица Авраама Переца (заселена в сентябре 1959 года).
Район был реконструирован в 1960-х и 1970-х годах.
В 1978 году некоторые старые дома района были включены во всеизраильский проект реконструкции, в рамках которого были отремонтированы постройки 1950-х и 1960-х годов. Проект был завершён к 1993 году .
Главным развлекательным заведением района был кинотеатр «Коль», собственность семье Кольских, построенный на участке между главной дорогой и Изреельской железной дорогой . Кинотеатр закрылся в 1970-х годах.
На границе с микрорайоном Бен-Дор находилось футбольное поле команды "Хапоэль Тель- Ханан ", которая на пике своей формы выступала в национальной лиге в сезоне 1981/1982. В настоящее время поле не действует.
Центром микрорайона Тель-Ханан был торговый центр вдоль главной дороги Изреельская долина—Хайфа. К северу от дороги, до железнодорожных путей Эмек, простирались поля и дом семьи Пейбушевич. В микрорайоне есть две начальные школы: государственная религиозная школа «Йешурун» и «Гивон». В 1960-х годах были ещё две школы, которые были закрыты: государственная религиозная школа «Моше» и «Кедми».
Со временем было проложено шоссе № 75 — объездная дорога между перекрестком Ягур и Чек-постом. Именно в микрорайоне Тель-Ханан находятся мэрия Нешера, городской сад, культурный центр, муниципальная библиотека, общественный центр, музыкальный центр и полицейский участок Нешера.

## Городское обновление
Муниципалитет Нешера представил в Управление городского планирования план реконструкции района Тель-Ханан (программа «А» на период до 2031 года). Вместо старых 136 жилых домов и 6 коммерческих объектов будет построено 915 жилых домов и коммерческих зданий :
1. Комплекс А между улицами Дерех ха-Шалом, Барак и Двора. Будет построено 64 жилых и 4 коммерческих объекта.
2. Комплекс B расположен между улицами Рабби Мордехая Бар Мухи[ивр.]и Хаскед, напротив клиники «Клалит» .
3. Комплекс C между улицами Авраама Переца, Рабби Бар Муха и Ган Колес на Дерех ха-Шалом. Будет построено 72 жилых и 2 коммерческих объекта.

## Мороженое Тель-Ханан

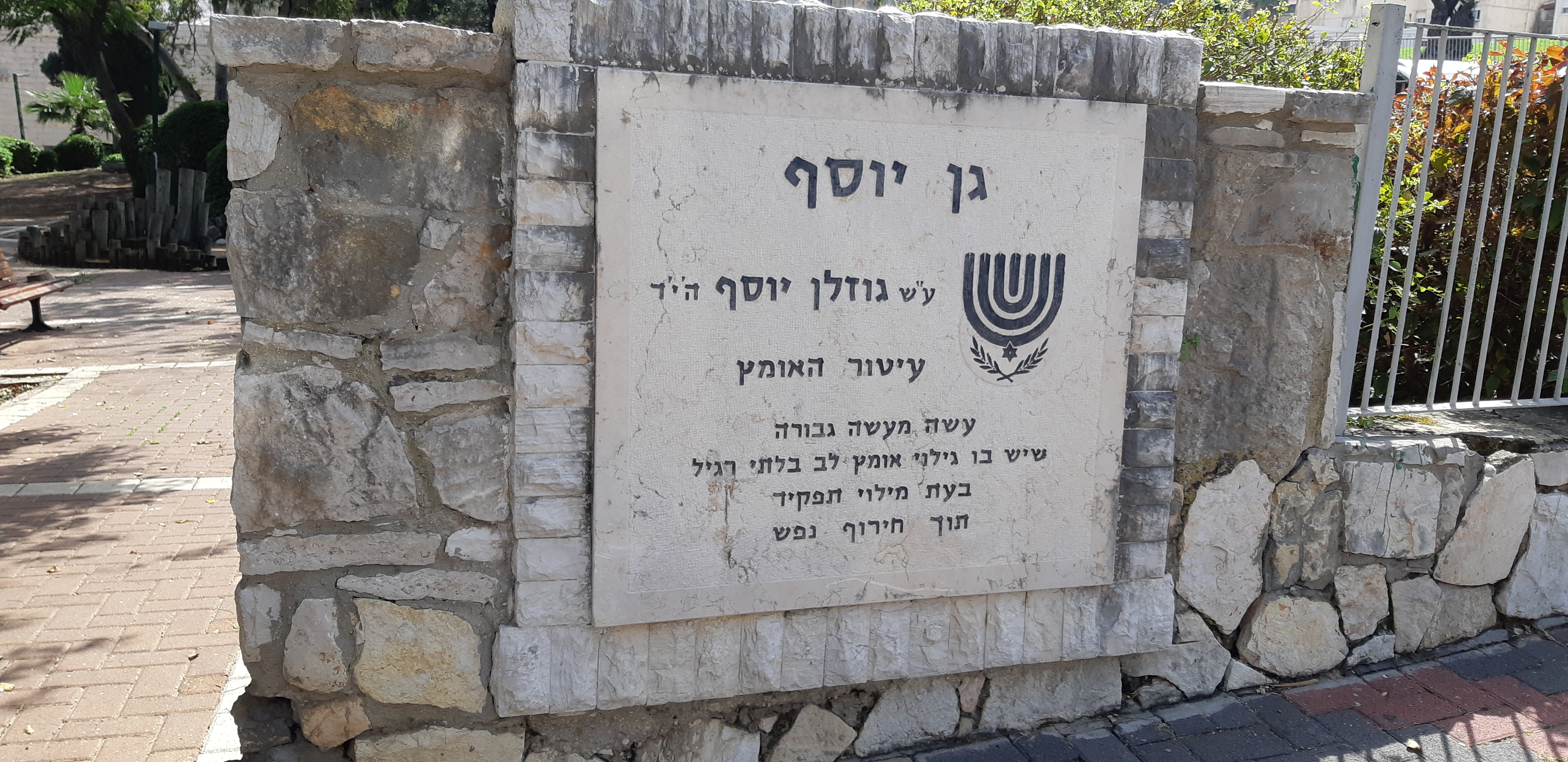
Сад Йосефа в центре района Тель-Ханан в память о Йосефе Гозлане, награжденном полицейской медалью «За отвагу».

В 1961 году на главной улице города, в бывшем арабском доме, открылся магазин мороженого «Tel Hanan Ice Cream», где продавалось мягкое американское мороженое с ванильным вкусом, взбитыми сливками и различными сиропами.  «Tel Hanan Ice Cream» был центральным местом развлечений для жителей города и окрестностей. Со временем арабский дом был снесен, а магазин переместился в промышленное здание, есть четыре дополнительных филиала по всей стране.

## Фотогалерея
| - Синагога Шимона бар Йохая, Тель-Ханан. Один из трёх домов, сохранившихся со времён Балад а-Шейха, Четвёртый дом был снесён в 2020 году, несмотря на то, что он был внесён в городской список зданий, подлежащих сохранению в Нешере . - Улица в районе - Вид с улицы Шешет Ха-Ямим на территорию современной улицы Эшколот. Справа от жилых массивов, между кипарисами, находится здание, оставшееся от Балад а-Шейх, которое раньше было государственным религиозным детским садом. Сегодня оно находится на углу улиц Перец и Дерех Ха-Шалом. В центре фотографии – территория полей, которая сегодня служит промышленным и торговым районом Нешера - Торговец льдом Дэвид Саломон на своей лошади Шимел на фоне Тель-Ханана в 1950-х годах. - Могила шейха Абдуллы ас-Сахли на мусульманском кладбище района. Шейх ас-Сахли был суфийским дервишем, работавшим в этом районе сборщиком налогов в начале XVI века - Главная улица района Дерех ха-Шалом. Здание, построенное в эпоху арабского поселения Балад-эш-Шейх, является штаб-квартирой партии Ахдут ха-Авода. |

## Для дальнейшего чтения
- יוסי בן-ארצי ומרדכי נאור, חיפה בהתפתחותה: 1948-1918 מקורות סיכומים, פרשיות נבחרות וחומר עזר, הוצאת יד בן צבי, 1989, ירושלים.
- מרכז השלטון המקומי, ספר הרשויות המקומיות והמועצות האזוריות בישראל, הוצאת טליגרף, 1998
- עמוס כרמלי, מאה שנות עשייה בחיפה רבתי 1906–2006 , הוצאת נ.י.ר, 2006
- יעל רובינשטין, התפתחות שכונת תל חנן תוך החלפה ושנוי מרכיבה הפיזיים והאנושיים, עבודת מוסמך, החוג לסוציולוגיה אוניברסיטת חיפה, דצמבר 1983
- סקר תל חנן, הוכן עבור הרשות לבינוי ופינוי אזורי שיקום במשרד השיכון, חברה לפיתוח תעשיות-IDC, 1970
- ישראל בן דור, "100 שנים לנשר - משכונת צריפים לעיר מגדלים, אפי מלצר בע"מ, מאי 2023
- עומר עינב, כבר לא כפר, עוד לא עיר: תל חנן בראשיתה, 1952-1948, מרץ 2024. ארכיון ההיסטורי של העיר נשר